# Moctezuma, Tamaulipas
Moctezuma är en ort i Mexiko.   Den ligger i kommunen Xicoténcatl och delstaten Tamaulipas, i den centrala delen av landet, 400 km norr om huvudstaden Mexico City. Moctezuma ligger 90 meter över havet och antalet invånare är 180.
Terrängen runt Moctezuma är platt, och sluttar söderut. Runt Moctezuma är det ganska glesbefolkat, med 23 invånare per kvadratkilometer. Närmaste större samhälle är Xicoténcatl, 5,1 km nordost om Moctezuma. Omgivningarna runt Moctezuma är en mosaik av jordbruksmark och naturlig växtlighet.